# Mentoehotep I
Mentoehotep I is de eerste lokale prins van Thebe, tijdens de eerste tussenperiode. De naam Mentoehotep I betekent: "Mentoe is tevreden".

## Biografie
Mentoehotep I wordt beschouwd als de stamvader van de 11e dynastie van Egypte en werd voor het eerst geaccepteerd door andere gebieden. Hij nam de titel aan: "opperste chef van Opper-Egypte" en later verklaarde hij zichzelf als koning van Egypte. In de koningslijst van Thoetmosis III wordt hij echter als een monarch genoemd, hij was ook de vader van Antef I, zijn opvolger.
Er wordt tegenwoordig getwijfeld of deze koning een farao is geweest. Inscripties zijn zeldzaam en over het algemeen beschouwen de Egyptologen Mentoehotep II als eerste farao van de 11e dynastie of Antef I.